# 高途
跟誰學（英語：GSX Techedu Inc.，NASDAQ：GOTU）是一間於美國納斯達克股票交易所上市的中國民營企業。

## 簡介
跟誰學於2014年月6月成立，其創辦人陳向東曾經在新東方擔任執行總裁。2015年3月，公司宣佈從A輪融資獲得5,000萬美元，打破當時由小米科技保持的中國A輪融資的募資紀錄。2015年11月，福布斯稱跟誰學為「2015年中國成長最快的科技公司」。2019年6月6日，跟誰學在美國納斯達克股票交易所掛牌上市。
跟誰學的業務主是要以O2O模式替學生尋找教師。截至2015年3月，跟誰學已有約5萬名老師登記。陳向東聲稱主講老師的課堂平均每班有1,700人參與。
2021年4月22日，跟谁学宣布更名为高途集团。

## 事件

### 被多間沽空機構指控業務造假

#### 灰熊研究沽空報吿
2020年2月，美國沽空機構灰熊研究（Grizzly Research）發表沽空報吿稱，根據一家第三方供應商的記錄，跟誰學購買超過20萬個虛假的微信賬號 。灰熊研究指跟誰學的學生數量及營收誇大九倍，又指董事長陳向東已經質押股票，價值至少3.18億美元，認為跟誰學的股票長期持有者將面臨股價暴跌風險。報告更表明跟誰學是個「徹頭徹尾的騙局」，敦促投資者和監管機構立即調查此事。此報告獲得知名沽空公司渾水研究於推特轉發。
跟誰學反駁指報告中出現了大量信息篡改及偽造圖片，認為指控「完全不合邏輯」，將向公安機關求助。

#### 香櫞研究沽空報吿
2020年4月中，沽空機構香櫞研究（Citron Research）發表沽空報告，指跟誰學四成用戶為假學生，高達七成收入是虛報，又認為有關聯公司協助做數。
4月末，香櫞研究發表第二份報告，報告指有第三方公司與跟誰學管理層簽了合同，提供假帳戶及刷流量服務。有第三方公司員工指跟誰學有四成學生均是假帳戶。另外香櫞研究發現跟誰學的關聯公司在內地發布招聘廣告，但關聯公司的工作地址均是跟誰學的辦公室，質疑跟誰學將成本從帳面上轉移到關聯公司。香櫞研究最後把報告寄送到中美兩地證監機構作為舉報材料。
陳向東稱香櫞訪問的人士是在作偽證，指控內容屬捏造，而他根本不認識報告中提到的關連公司。更認為香櫞代表了「背後的巨大利益」，認為自己及公司「出來混遲早是要還的」。跟誰學聲明則表示，報告無據可查，認為香櫞研究試圖混淆視聽。
8月，香櫞研究於推特三度發文质疑跟谁学存在證券詐欺行為。發文後，跟誰學股價一度下跌兩成。

#### 渾水研究沽空報吿
2020年5月，美國知名沽空公司渾水研究發表沽空報吿，指根據一名跟誰學的前經理及數據，跟誰學至少有7成，甚至有8成的用戶是虛假用戶。渾水研究指虛假用戶分4種活動模式，其中一種更以精確到秒的時間加入同一堂課，渾水認為真人用戶發生這種情況的可能性非常低。另外，超過三成學生或教師被發現至少一次共享IP地址。而渾水認為有至少有八成至九成營收造假，認為跟誰學是一家有大規模虧損的企業。渾水研究當時表示正在沽空跟誰學。報吿發表後股價一度下跌一成七。
跟誰學回應稱，報告數據「來源混亂，且充滿了對公司業務的無知」，又指跟誰學「每個數據都是極其真實的」。渾水行政總裁Carson Block回應指每次公開中國企業的不當行為時，都會得到「渾水不了解公司運作模式」的回應，又指將繼續披露更多證據，認為跟學誰的下場將與瑞幸咖啡財務造假事件一樣。又表示中證監應開始進行調查，否則會令很多美國人認為中證監無意嚴格監管在美上市的中國公司。
渾水研究其後再發表沽空報吿，指跟誰學公開招募工程師，協助建立機械人程式充當用戶。認為跟誰學「幾乎是空殼（almost completely empty box）」，公布的業務數據太好，令人「難以相信」。

## 外部連結
跟誰學官方網頁 （页面存档备份，存于）